# Louhisaari (ö i Södra Karelen)
Louhisaari är en ö i Finland. Den ligger i sjön Pyhäjärvi och i kommunerna Parikkala och Kides och landskapen  Södra Karelen och Norra Karelen, i den sydöstra delen av landet, 300 km nordost om huvudstaden Helsingfors. Öns area är 9,2 hektar och dess största längd är 450 meter i nord-sydlig riktning.